# Telopea aspera
Telopea aspera (лат.) — кустарник, вид рода Телопея (Telopea) семейства Протейные (Proteaceae), эндемик региона Новой Англии в Новом Южном Уэльсе в Австралии. Кустарник до 3 м в высоту с кожистыми грубыми листьями и ярко-красными цветочными головками. Он был официально описан австралийскими ботаниками Питером Уэстоном и Майклом Криспом как вид в 1995 году, отделённый от своего близкого родственника телопеи прекрасной (Telopea speciosissima) своей грубой листвой и предпочтением более сухой среды обитания. В отличие от своего более известного родственника, Telopea aspera редко культивируется.

## Ботаническое описание

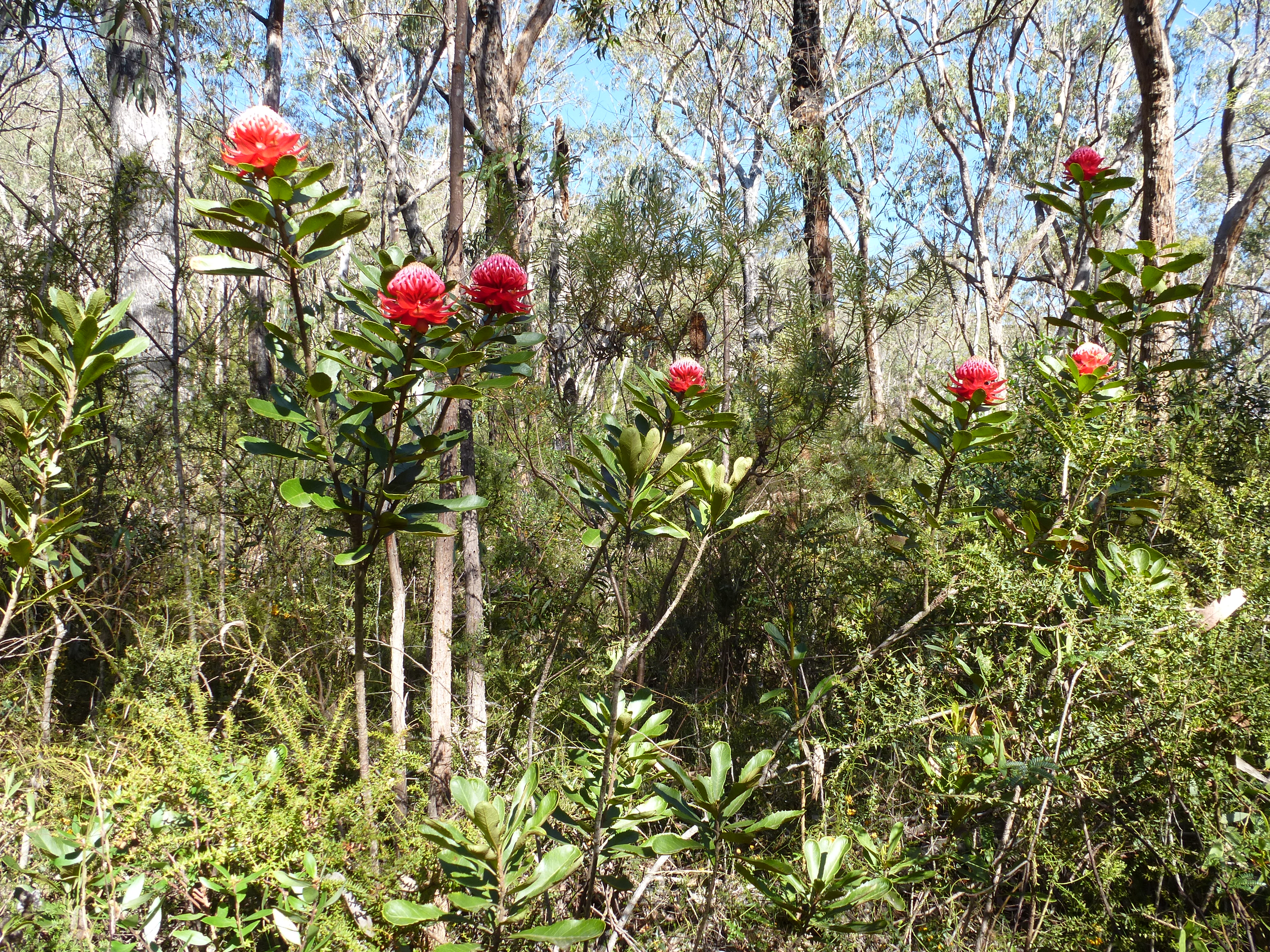
Telopea aspera в природе

Telopea aspera — крупный прямостоячий кустарник до 3 м в высоту с одним или несколькими стеблями. Листья тускло-зелёные чередующиеся с более крупными зубцами, чем у Telopea speciosissima, с 3-11 зубцами на каждом краю листа. Листья размером 8-28 см и шириной 2-6,5 см жёсткие, кожистые, с пушистой нижней поверхностью. Видны прожилки как на верхней, так и на нижней поверхности листьев. Соцветия, появляющиеся весной, крупные, малинового цвета. Они состоят из большой куполообразной цветочной головки, окруженной прицветниками. Цветочная головка состоит из 90-250 отдельных цветков. Плоды — большие семенные коробочки, которые в конечном итоге становятся коричневыми и раскалываются, открывая крылатые семена внутри.

## Таксономия
Telopea aspera — один из пяти видов с юго-востока Австралии, которые составляют род телопея. Его ближайшим родственником является очень похожая телопея прекрасная из региона Сидней в центральной части Нового Южного Уэльса, от которого он был признан отдельным видом только в 1991 году, а ранее считался необычной северной популяцией. Первоначально вид условно назывался Telopea sp. A, в 1995 году он был официально описан как Telopea aspera. Видовой эпитет — от латинского прилагательного asper, что означает «грубый» и относится к листьям.
Род классифицируется в подтрибе Embothriinae Proteaceae, наряду с родом деревьев Alloxylon из восточной Австралии и Новой Каледонии, а также Oreocallis и чилийским деревом Embothrium coccineum из Южной Америки. Почти все эти виды имеют красные конечные цветки, и, следовательно, происхождение и внешний вид подтрибы должны предшествовать разделению Гондваны на Австралию, Антарктиду и Южную Америку более 60 млн лет назад:19.

## Распространение и местообитание
Эндемик северного Нового Южного Уэльса в Австралии, где ареал вида ограничен Гибралтарским хребтом. Произрастает в сухих склерофитовых лесах, является компонентом трёх растительных сообществ в пределах Гибралтарского хребта: первое состоит из Eucalyptus olida, Eucalyptus ligustrina и Eucalyptus cameronii, встречающейся на склонах и гребнях, в то время как второй состоит из Eucalyptus olida, Eucalyptus pyrocarpa и Eucalyptus planchoniana и встречается на гребнях и склонах, обращенных к северу и западу. Оба являются кустарниковыми и открытыми лесными сообществами, обнаруженными на неглубокой почве на граните. Третье сообщество — это более защищённое сообщество, состоящее из Eucalyptus campanulata и Eucalyptus cameronii, встречающейся на нижних склонах на песчаных или суглинистых почвах.

## Охранный статус
Правительство Нового Южного Уэльса классифицировало вид как «редкое или находящееся под угрозой исчезновение» австралийское растение. Международный союз охраны природы классифицирует природоохранный статус вида как «вызывающий наименьшие опасения».

## Биология
Telopea aspera вырастает из древесного лигнотубера после лесных пожаров. Лигнотубер сохраняет энергию и питательные вещества в качестве ресурса для быстрого роста после лесного пожара:25–26.
Выдающееся положение и яркая окраска большинства представителей подтрибы Embothriinae как в Австралии, так и в Южной Америке убедительно свидетельствуют о том, что они приспособлены к опылению птицами и существуют уже более 60 млн лет:19.

## Культивирование
Telopea aspera культивируется редко, хотя возможно, что некоторые садовые экземпляры, которые считались T. speciosissima, на самом деле могли принадлежать к этому виду. Растения в Австралийских ботанических садах в Маунт-Аннане плохо прижились, погибая летом, хотя причина этого не известна. Выращивание T. aspera в ботанических садах Маунт-Тома было более успешным. Цветки и листва являются привлекательными элементами для садоводства вида.